# Mali Krčimir
Mali Krčimir (en serbe cyrillique : Мали Кршимир) est un village de Serbie situé dans la municipalité de Gadžin Han, district de Nišava. Au recensement de 2011, il comptait 195 habitants.

## Démographie

### Évolution historique de la population
| 1948 | 1953 | 1961 | 1971 | 1981 | 1991 | 2002 | 2011 |
| ---- | ---- | ---- | ---- | ---- | ---- | ---- | ---- |
| 461  | 497  | 497  | 487  | 420  | 330  | 256  | 195  |

|  |